# محوطه دوره سره
محوطه دوره سره مربوط به دوره اشکانیان است و در شهرستان چرداول، بخش شیروان، ۱ کیلومتری شرق روستای ظهیری واقع شده و این اثر در تاریخ ۷ اسفند ۱۳۸۶ با شمارهٔ ثبت ۲۱۲۷۶ به‌عنوان یکی از آثار ملی ایران به ثبت رسیده است.